# Тату, Амлани
Амлани Тату (англ. Amlani Tatu; родился 1 июля 2008) — австралийский футболист, нападающий клуба «Аделаида Юнайтед».

## Клубная карьера
Уроженец Аделаиды, Амлани начал свою футбольную карьеру в академии местного клуба «Кройдон», после чего присоединился к академии клуба «Аделаида Юнайтед». В августе 2024 года подписал свой первый профессиональный контракт. 15 февраля 2025 года дебютировал в основном составе «Аделаиды Юнайтед» в матче Эй-лиги против «Ньюкасл Юнайтед Джетс».

## Карьера в сборной
В 2024 году сыграл на чемпионате ASEAN среди мальчиков до 16 лет.